# Servomotor
Een servomotor of servomechanisme (vaak afgekort tot servo) is een apparaat om automatisch een mechanisch systeem te regelen, zonder directe mechanische verbinding.
Bijvoorbeeld, de positie van een beitel op de slede van een draaibank; de cruisecontrol van een auto; de positie van het hoogteroer van een vliegtuig; enzovoort. De verbinding gebeurt via een elektrische, hydraulische of pneumatische actuator. 
Het servomechanisme gebruikt het concept van tegenkoppeling uit de regeltechniek: de output van het mechanisme is een functie van het verschil tussen de gewenste en de gemeten stand van het mechanisch systeem, op zodanige manier dat de fout tegengewerkt wordt.
De stuurbekrachtiging en rembekrachtiging in een auto is, strikt genomen, niet echt een servomechanisme, maar eerder een mechanische versterking: het stuur voelt enkel de kracht van de bestuurder en kent niet de gewenste positie waarin het stuur volgens de bestuurder moet terechtkomen; er is geen terugkoppeling.
In de robotica worden servo's gebruikt om bijvoorbeeld een arm of been te bewegen.

## Servomotoren voor industriële toepassingen
Voor industriële toepassingen worden servomotoren toegepast daar waar een aandrijving nauwkeurig of hoogdynamisch moet zijn. De meeste servomotoren zijn AC-servomotoren. De terugkoppeling is meestal een encoder of een resolver. Vroeger waren DC-servo's gebruikelijker, met als terugkoppeling een tacho voor de versterker en een encoder voor de as-besturing.
Een servomotor wordt aangestuurd door een servoversterker. Daarnaast is er nog een as-besturing nodig. Versterker en as-besturing zijn vaak geïntegreerd in één apparaat.

## Servo's in modelbouw

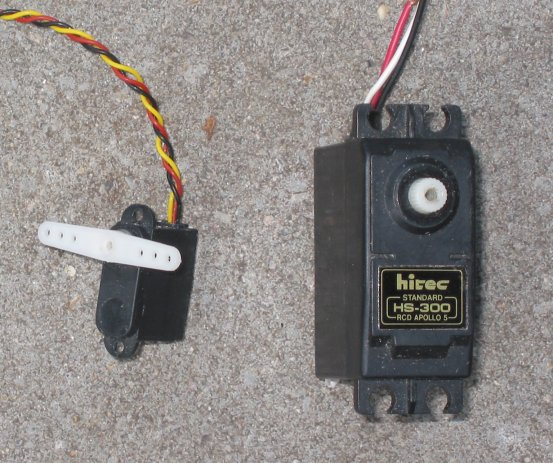
Modelbouwservo's

Servo's gebruikt in radiografisch bestuurde schaalmodellen of robotica bestaan uit een elektromotortje, een daaraan gekoppelde potentiometer en regelelektronica.
In de servo wordt een referentiesignaal opgewekt. De servo vergelijkt voortdurend het stuursignaal met het referentiesignaal. Zodra er een verschilsignaal is, laat de regelaar de motor linksom of rechtsom draaien waarbij een potentiometer het referentiesignaal aanpast. Zodra het verschilsignaal nul is, stopt de servomotor. Dit is een proportionele regeling, dat wil zeggen dat de stand van de servo de stand van het bedieningsorgaan volgt, b.v. een joystick.
Het voordeel hiervan is dat de uitslag kan worden beperkt. Bijvoorbeeld bij radiografisch bestuurde brandstofauto's kan de gasklep traploos bestuurd worden. De servo zal niet vastlopen en doorbranden.
Het stuursignaal voor de modelbouwservo's wordt door middel van pulsduurmodulatie overgebracht. De motor heeft standaard een voedingsspanning van 5 volt en een stuursignaal met een herhalingsfrequentie van nominaal 50 Hz en een pulsduur van 0,5 tot 2 milliseconden. De pulsduur bepaalt de rotatiestand. De meeste servo's hebben een beperkte draaihoek; maximaal 180 graden. 
Bidirectionele DC-motoren kunnen als aandrijving worden gebruikt. Dit zijn 360 graden-servo's. Het stuursignaal wordt omgezet in een draairichting en kracht of snelheid. Het zijn dus geen rotatie-positie-servo's.